# Дан Бушар
Дан Буша́р (фр. Dan Bouchard, нар. 12 грудня 1950, Валь-д'Ор) — колишній канадський хокеїст, що грав на позиції воротаря. Грав за збірну команду Канади.

## Ігрова кар'єра
Професійну хокейну кар'єру розпочав 1970 року.
1970 року був обраний на драфті НХЛ під 27-м загальним номером командою «Бостон Брюїнс».
Протягом професійної клубної ігрової кар'єри, що тривала 18 років, захищав кольори команд «Атланта Флеймс», «Калгарі Флеймс», «Квебек Нордікс», «Вінніпег Джетс» та «Фрібур-Готтерон».
Виступав за збірну Канади.